# Pałac w Morasku
Pałac w Morasku – powstała w 1857 roku neorenesansowa willa pałacowa w stylu eklektycznym. Znajduje się w północnej części Poznania, Morasko, przy ulicy Sióstr Misjonarek 5. Pałac przylega do późnobarokowego XVIII-wiecznego dworu, wybudowanego dla Ignacego Korwina Bieńkowskiego. W 1992 roku pałac i dąb szypułkowy (znajdujący się na terenie parku pałacowego) wpisano do rejestru zabytków, na podstawie decyzji Wojewódzkiego Konserwatora Zabytków w Poznaniu.

## Morasko
Osada mogła istnieć już na przełomie X i XI wieku. Znana jest od 1388 roku, ze względu na jej przynależność do nieistniejącej już parafii Chojnica. Wieś we wcześniejszych wiekach była nazywana Morawsko. Na początku XX wieku Komisja Kolonizacyjna zmieniła jej nazwę na Nordheim.
Okolice Moraska posiadają duże walory krajobrazowe i rekreacyjne. Pałac ulokowany jest na zboczach Moraskiej Góry, z widokiem na rezerwat przyrody, w którym znajduje się meteoryt oraz las moraski.

## Historia pałacu
Pałac został wybudowany w 1857 przez Francuza Constantina Douchy. W 1883 majątek nabył Gustav von Trescow. Była to niemiecka rodzina, która posiadała najwięcej ziem w Wielkopolsce w owym czasie. Pałac znajdował się w ich posiadaniu do 1902. Około 1900 roku rodzinie zaproponowano przeznaczenie wsi na tereny poligonowe dla V Korpusu Armii Pruskiej. W 1902 roku obszar staje się własnością Komisji Kolonizacyjnej. Od tego czasu w prasie niemieckiej pojawiały się ogłoszenia sprzedaży wsi Morasko i Glinno wraz z pałacem dla obywateli niemieckich. Oferta nie cieszyła się dużym zainteresowaniem. Z tego powodu postanowiono dokonać parcelacji majątku jeszcze w tym samym roku. W kolejnych latach stworzono na tych terenach pokazową kolonię, w skład której wchodził zbór ewangelicki, poczta, dwie szkoły (ewangelicka i katolicka). W 1913 roku majątek zakupił Adam Gries. Taki stan utrzymał się do 1945 roku. Następnie pałac należał do Państwowego Gospodarstwa Ogrodniczego – Naramowice. Od 1997 roku jest własnością Archidiecezji Poznańskiej.

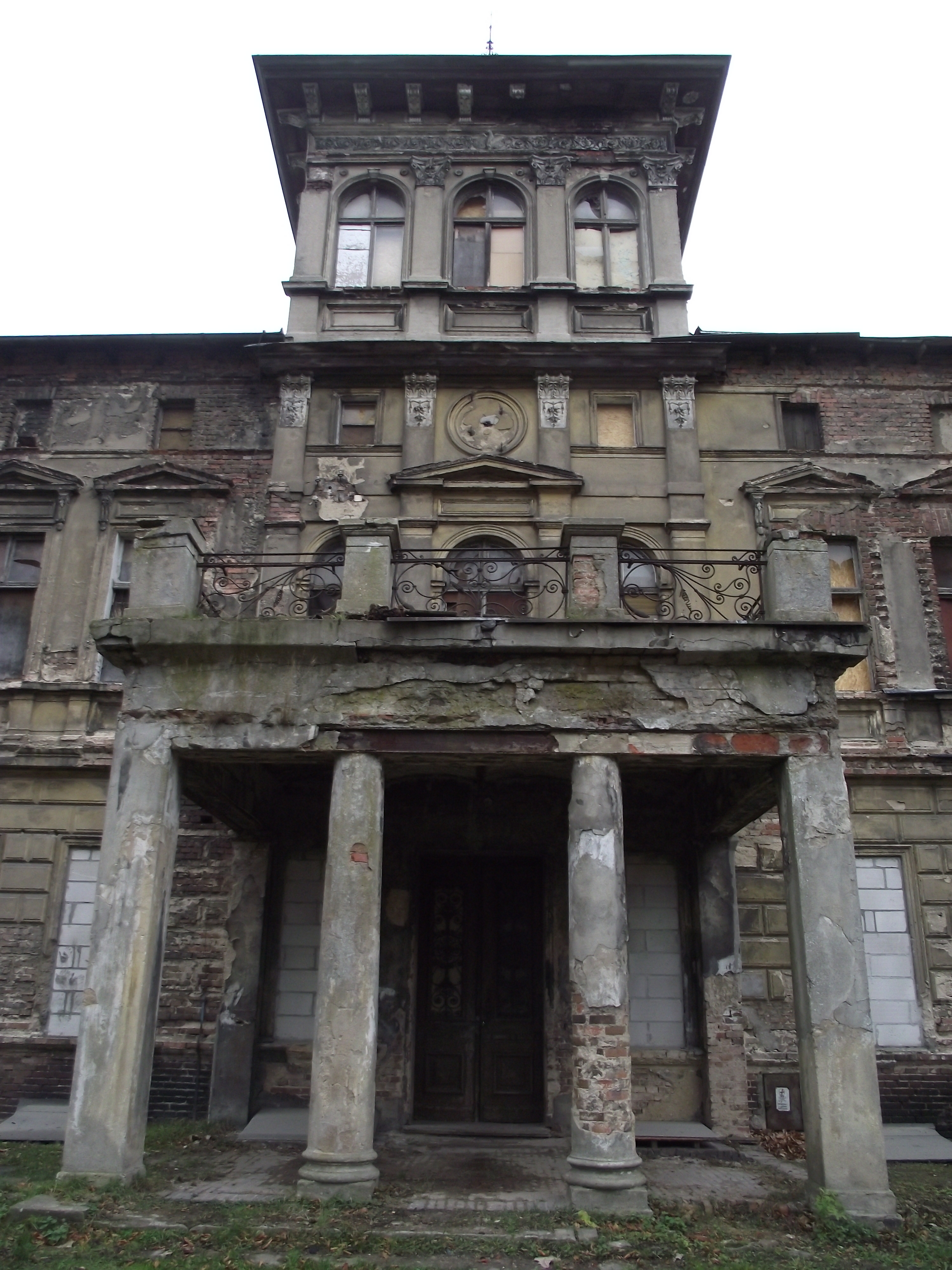
Pałac w Morasku, Poznań

## Wygląd, wnętrze i otoczenie
Willa pałacowa to trójkondygnacyjny budynek, przykryty dwuspadowym dachem. Nad połacią dachową znajduje się belweder o kształcie zbliżonym do sześcianu. Przed wejściem usytuowany jest czterokolumnowy portyk. Ściany murowane są z cegły ceramicznej, otynkowane. Elewacja frontowa była bogato zdobiona architektonicznie, jednak zachowała się tylko częściowo.
W pałacu wraz z oficyną znajduje się 21 pokoi, kilka salonów, kuchnie z łazienkami oraz piwnica, w której kiedyś przechowywano duże ilości wina. W głównym holu znajdują się drewniane schody ozdobione rzeźbionymi balustradami.
W skład zabudowy folwarku wchodził magazyn-wozownia, spichlerz, garaże, stodoła, gołębnik oraz park.
Pałac uległ znacznej dewastacji. Budowli grozi zawalenie, a rewitalizacja jest nieopłacalna ekonomicznie. W listopadzie 2013 prowadzone były drobne prace remontowe (zabezpieczenie dachu).